# National Medal of Technology

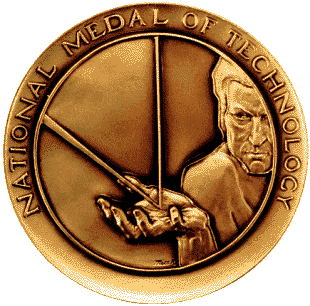
National Medal of Technology

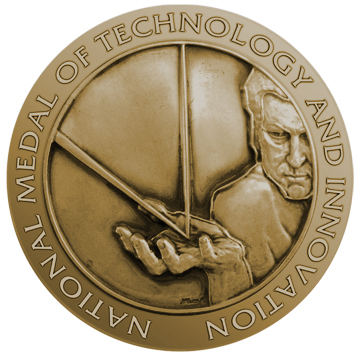
National Medal of Technology and Innovation

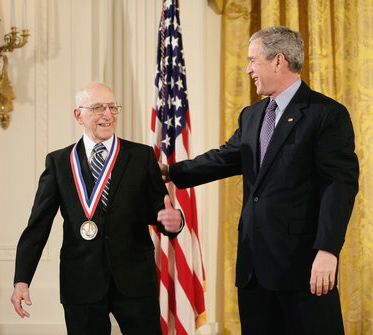
Ralph Baer odbiera nagrodę od George’a Busha

National Medal of Technology (od sierpnia 2007: National Medal of Technology and Innovation) – nagroda przyznawana przez prezydenta Stanów Zjednoczonych twórcom i wynalazcom, którzy wnieśli szczególny wkład w rozwój nowych i ważnych technik i technologii. Nagroda może być przyznana osobie, grupie osób, organizacji lub firmie. Jest to najwyższy honor przyznawany w USA za osiągnięcia techniczne.

## Historia
National Medal of Technology został ustanowiony w 1980 r. przez Kongres Stanów Zjednoczonych, na podstawie ustawy Stevenson-Wydler Technology Innovation Act, z zamysłem podsycenia technicznej innowacyjności i konkurencyjności Stanów Zjednoczonych na arenie międzynarodowej. Pierwsze medale zostały przyznane przez prezydenta Ronalda Reagana w 1985 r. – otrzymało je 12 osób i jedna firma, m.in. Steve Jobs i Steve Wozniak, a także Bell Labs.

## Procedura
Każdego roku Techniczna Administracja amerykańskiego ministerstwa handlu wzywa do przedstawienia kandydatur do National Medal of Science. Kandydaci są nominowani przez grona osób mających bezpośrednią wiedzę o osiągnięciach kandydatów. Kandydatami mogą być osoby, grupy osób (do 4), organizacje lub firmy. Osoby indywidualne i członkowie zespołów muszą mieć amerykańskie obywatelstwo, natomiast organizacje i firmy muszą być w co najmniej 50% własnością kapitału amerykańskiego.
Wszystkie nominacje są rozpatrywane przez National Medal of Technology Evaluation Committee, który przedstawia rekomendacje sekretarzowi handlu USA. Sekretarz handlu przedstawia prezydentowi sugestie, którzy kandydaci powinni otrzymać medal.

## Laureaci
Do 22 października 2003 wyróżniono 120 osób indywidualnych i 12 firm. Poniższa lista wymienia kilka nazwisk zasłużonych w dziedzinie szeroko rozumianej informatyki.
| Rok  | Nazwisko                          | Uzasadnienie |
| ---- | --------------------------------- | --- |
| 2005 | Ralph Baer                        | "Za stworzenie pierwszej konsoli gier wideo." |
| 2003 | Robert Metcalfe                   | "Za wkład w wynalezienie, standaryzację i komercjalizację Ethernetu."                                                                                             |
| 2000 | Douglas Engelbart                 | "Za wynalezienie myszy komputerowej i pomoc przy tworzeniu hypertekstu."                                                                                          |
| 2000 | Dean Kamen                        | "Za wynalazki mające ogromne znaczenie dla światowego zdrowia."                                                                                                   |
| 1999 | Robert W. Taylor                  | "Za wizjonerski wkład w tworzenie nowoczesnej technologii informacyjnej, włączając w to sieci komputerowe, komputery osobiste i graficzny interfejs użytkownika." |
| 1998 | Kenneth Thompson i Dennis Ritchie | "Za opracowanie systemu operacyjnego UNIX i języka programowania C…"                                                                                              |
| 1992 | Bill Gates                        | "Za wizję powszechnej komputeryzacji domu i biura…" |
| 1991 | Grace Murray Hopper               | "Za pionierskie osiągnięcia w rozwoju języków programowania…" |
| 1990 | John Atanasoff                    | "Za wynalazek elektronicznego komputera…" |
| 1990 | Gordon E. Moore                   | "Za wkład w opracowanie pamięci i mikroprocesora…" |
| 1988 | Arnold Beckman                    | "Za wkład w projektowanie instrumentów analitycznych…" |
| 1988 | David Packard                     | "Za pionierskie dokonania w przemyśle komputerowym…" |
| 1987 | Robert N. Noyce                   | "Za wynalezienie układów scalonych…" |
| 1985 | Steve Jobs i Stephen Wozniak      | "Za wkład w opracowanie i upowszechnienie komputerów osobistych…"                                                                                                 |